# Amatorski
Amatorski is een Belgische postrockband bestaande uit Inne Eysermans, Sebastiaan Van Den Branden en Christophe Claeys.

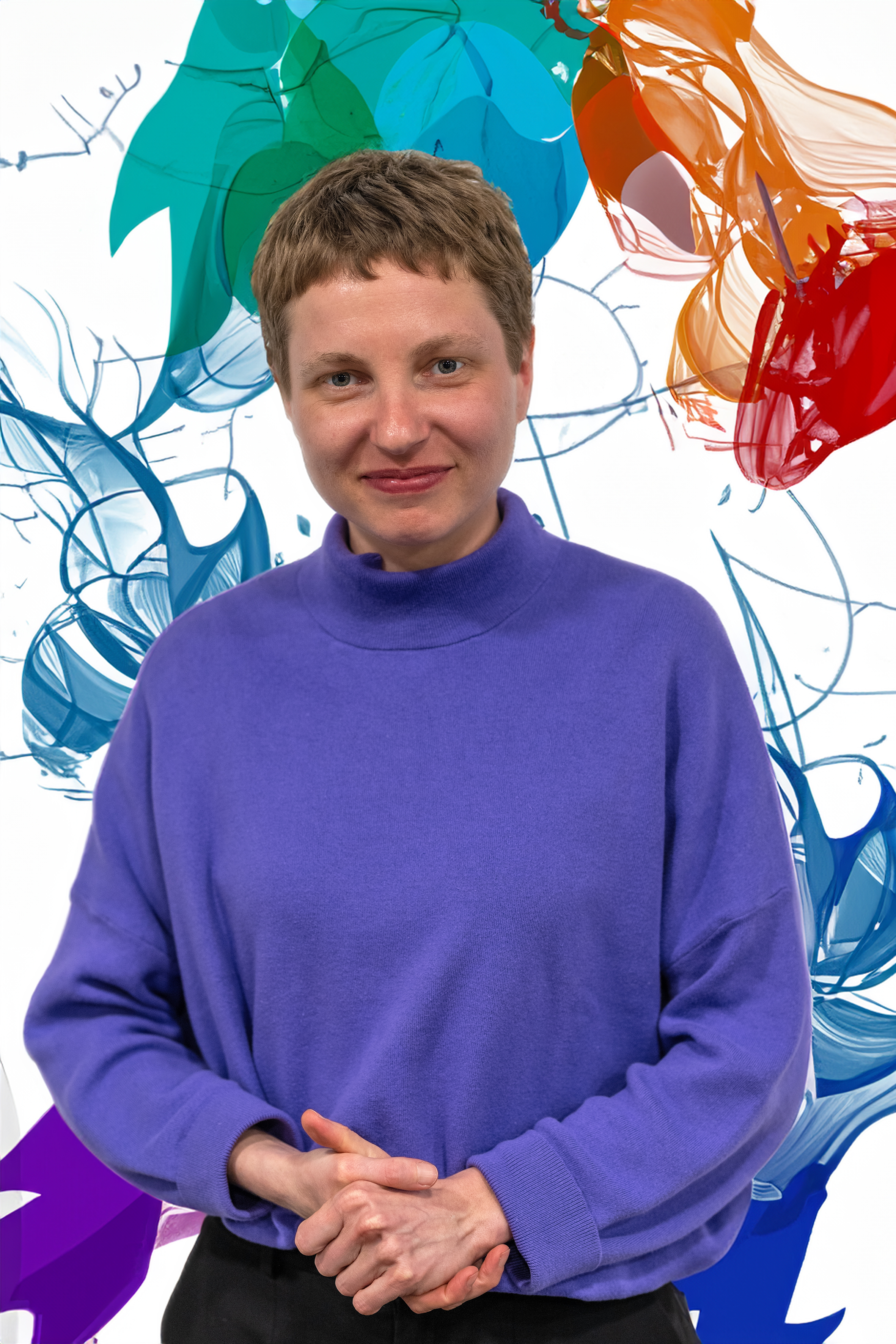
Inne Eysermans

## Geschiedenis
Amatorski werd gevormd in 2007. De groep werd bekend na het bereiken van de finale in de Humo's Rock Rally in 2010. De bandnaam komt van het Poolse woord voor amateuristisch, de groep neemt zijn muziek dan ook op in low fidelity. Verder wordt hun muziek gekenmerkt door een melancholische, zweverige stijl waarbij de teksten vaak erg verhalend zijn. Dit komt tot uiting in hun stuk Come Home waarvoor zangeres Inne Eysermans haar inspiratie opdeed na het lezen van liefdesbrieven van haar grootmoeder die geschreven werden ten tijde van de Tweede Wereldoorlog. Dit stuk wierf aan bekendheid sinds het werd gebruikt tijdens reclame voor Spa Reine. Hun stijl bevat invloeden van Portishead en Sigur Ros. Het lied 'Come Home' krijgt nu opnieuw bekendheid door de reeks 'The Missing', het tweede seizoen van een misdaadreeks op één waar het als intro wordt gebruikt. De reeks gaat over Alice Webster, een meisje dat ontvoerd wordt en na een tiental jaren opnieuw opduikt.

## MIA's
In 2010 werden ze genomineerd voor 3 MIA's. Ze wisten echter geen enkele nominatie te verzilveren:
- Hit van het jaar (Come Home);
- Beste artwork (Same stars we shared - artwork door Femke Vanbelle[3]);
- Beste doorbraak.

## Bandleden
- Inne Eysermans (zang, piano, gitaar, accordeon)
- Sebastiaan Van Den Branden (zang, gitaar)
- Christophe Claeys (drummer)

## Discografie

### Albums
| Album met eventuele hitnotering(en) in de Nederlandse Album Top 100 | Datum van verschijnen | Datum van binnenkomst | Hoogste positie | Aantal weken | Opmerkingen |
| ------------------------------------------------------------------- | --------------------- | --------------------- | --------------- | ------------ | ----------- |
| tbc                                                                 | 13-05-2011            | 08-10-2011            | 37              | 3            |             |

| Album met hitnotering(en) in de Vlaamse Ultratop 200 albums | Datum van verschijnen | Datum van binnenkomst | Hoogste positie | Aantal weken | Opmerkingen |
| ----------------------------------------------------------- | --------------------- | --------------------- | --------------- | ------------ | ----------- |
| tbc                                                         | 13-05-2011            | 21-05-2011            | 5               | 24           |             |
| From clay to figures                                        | 18-04-2014            | 19-04-2014            | 6               | 27           |             |

### Singles
| Single met eventuele hitnotering(en) in de Nederlandse Top 40 | Datum van verschijnen | Datum van binnenkomst | Hoogste positie | Aantal weken | Opmerkingen                 |
| ------------------------------------------------------------- | --------------------- | --------------------- | --------------- | ------------ | --------------------------- |
| Soldier                                                       | 24-04-2011            | -                     |                 |              | Nr. 78 in de Single Top 100 |

| Single met hitnotering(en) in de Vlaamse Ultratop 50 | Datum van verschijnen | Datum van binnenkomst | Hoogste positie | Aantal weken | Opmerkingen                |
| ---------------------------------------------------- | --------------------- | --------------------- | --------------- | ------------ | -------------------------- |
| Come home                                            | 19-04-2010            | 15-05-2010            | 10              | 30           | Nr. 9 in de Radio 2 Top 30 |
| The king                                             | 11-10-2010            | 23-10-2010            | tip13           | -            |                            |
| Soldier                                              | 25-04-2011            | 28-05-2011            | 33              | 3            |                            |
| Never told                                           | 05-09-2011            | 10-09-2011            | tip27           | -            |                            |
| 22 Februar                                           | 12-12-2011            | 17-12-2011            | tip49           | -            |                            |
| How are you?                                         | 22-03-2013            | 20-04-2013            | tip67           |              |                            |
| Hudson                                               | 17-02-2014            | 08-03-2014            | tip35           |              |                            |
| U-turn                                               | 2014                  | 03-05-2014            | tip44           |              |                            |